# Santiago Carrillo
Santiago Carrillo Solares (* 18. ledna 1915 – 18. září 2012 Madrid) byl španělský politik, generální tajemník Komunistické strany Španělska v letech 1960–1982, představitel tzv. eurokomunismu.

## Biografie
Do komunistické strany vstoupil po vypuknutí španělské občanské války v roce 1936. Po porážce republikánských sil uprchl do Paříže, načež strávil v exilu 38 let, především ve Francii, ale i v Sovětském svazu a jiných zemích. 

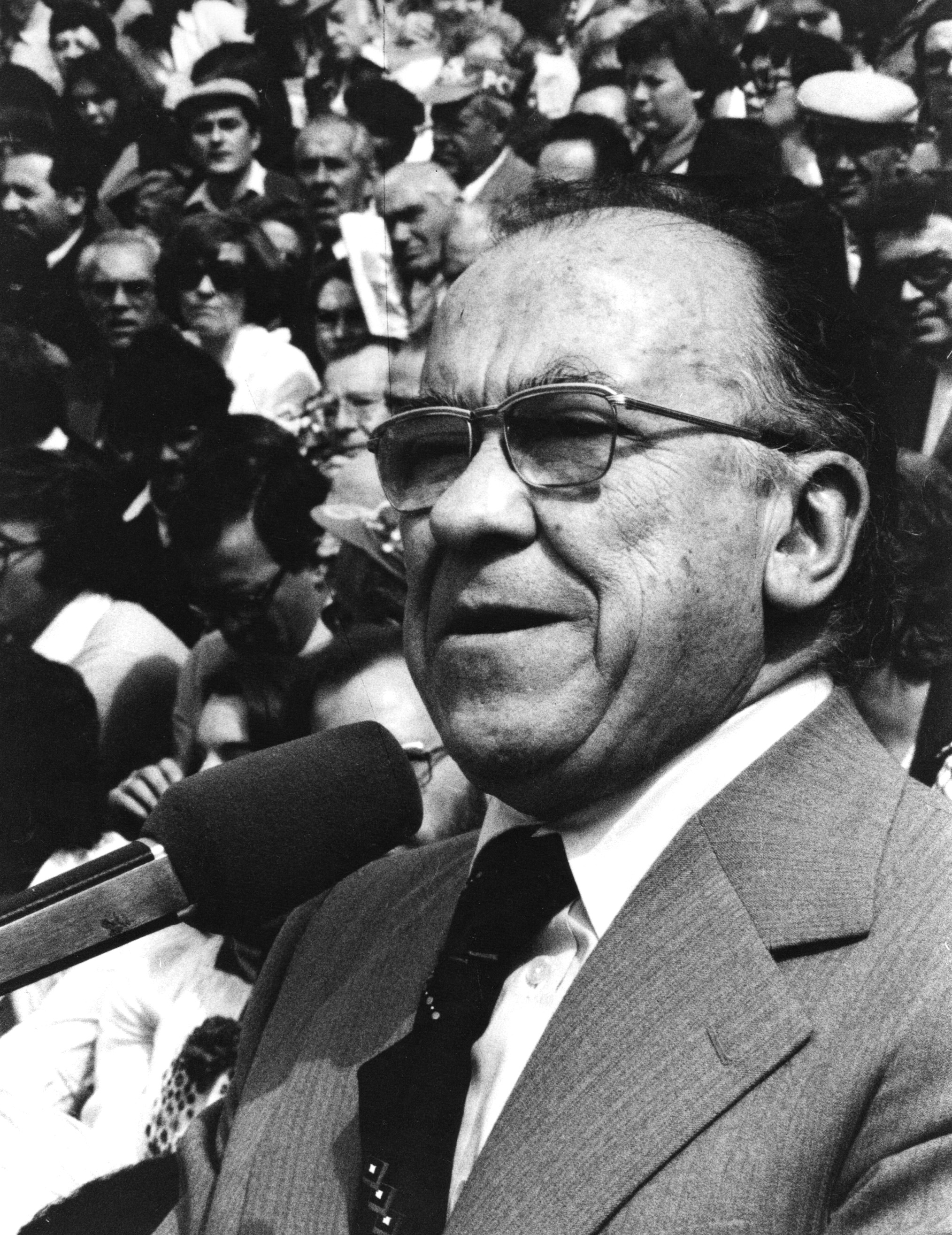
Santiago Carrillo

Roku 1960 vystřídal v čele strany Dolores Ibárruriovou. V roce 1968 odsoudil invazi vojsk Varšavské smlouvy do Československa a odpoutal stranu od Moskvy. Nová, nemoskevská politika západních komunistických stran bývá nazývána eurokomunismus. Carrillo patřil spolu s Georgesem Marchaisem (Komunistická strana Francie) a Enrico Berlinguerem (Komunistická strana Itálie) k jeho klíčovým představitelům, historicky zásadní přitom byla jejich schůzka v Madridu 2. března 1977, kde eurokomunismus získal základní obrysy.
Do Španělska se Carrillo vrátil roku 1976 po smrti diktátora Franca. Byl sice ještě zatčen, ale jen na pár dní. Záhy byla komunistická strana legalizována a Carrillo ji vedl do prvních svobodných voleb v roce 1977. V roce 1981 proběhl pokus o státní převrat, kdy do parlamentu vtrhl podplukovník Tejero a chtěl převzít moc. Carrillovo chování během pokusu o převrat bylo předmětem obdivu, když poté, co povstalci v parlamentu přikázali všem lehnout na zem, byl mezi třemi, kteří odmítli uposlechnout (spolu s předsedou vlády Adolfo Suárezem a ministrem obrany Manuelem Gutiérrezem Melladem), Carrillo si navíc zapálil demonstrativně cigaretu. Přesto brzy poté musel z čela strany odejít, důvěru straníků získal jeho oponent Gerardo Iglesias. Spory se stupňovaly, a tak Carrillo roku 1985 z komunistické strany vystoupil a založil vlastní stranu Partido de los Trabajadores de España-Unidad Comunista. Ve volbách však vyhořela a Carrillo se stáhl z vrcholné politiky.
Jeho mimořádný kredit ve španělské společnosti ovšem ukázala televizní soutěž Největší Španělé historie z roku 2007, kde obsadil 46. místo (jeho historický oponent Franco ovšem skončil 22.).